# بريت مارشال
بريت مارشال (بالإنجليزية: Brett Marshall)‏ هو لاعب كرة قاعدة أمريكي، ولد في 22 مارس 1990 في هايلاندز في الولايات المتحدة.

## وصلات خارجية
- بريت مارشال على موقع دوري كرة القاعدة الرئيسي (الإنجليزية)
- بريت مارشال على موقعبيزبول رفرنس.كوم (الدوري الرئيسي) (الإنجليزية)
- بريت مارشال على موقعبيزبول رفرنس.كوم (الدوري الثانوي) (الإنجليزية)
- بريت مارشال على موقع إي إس بي إن.كوم (أم.أل.بي) (الإنجليزية)
- بريت مارشال على موقع مشجعي الرسوم البيانية (الإنجليزية)